# ЗіУ-5

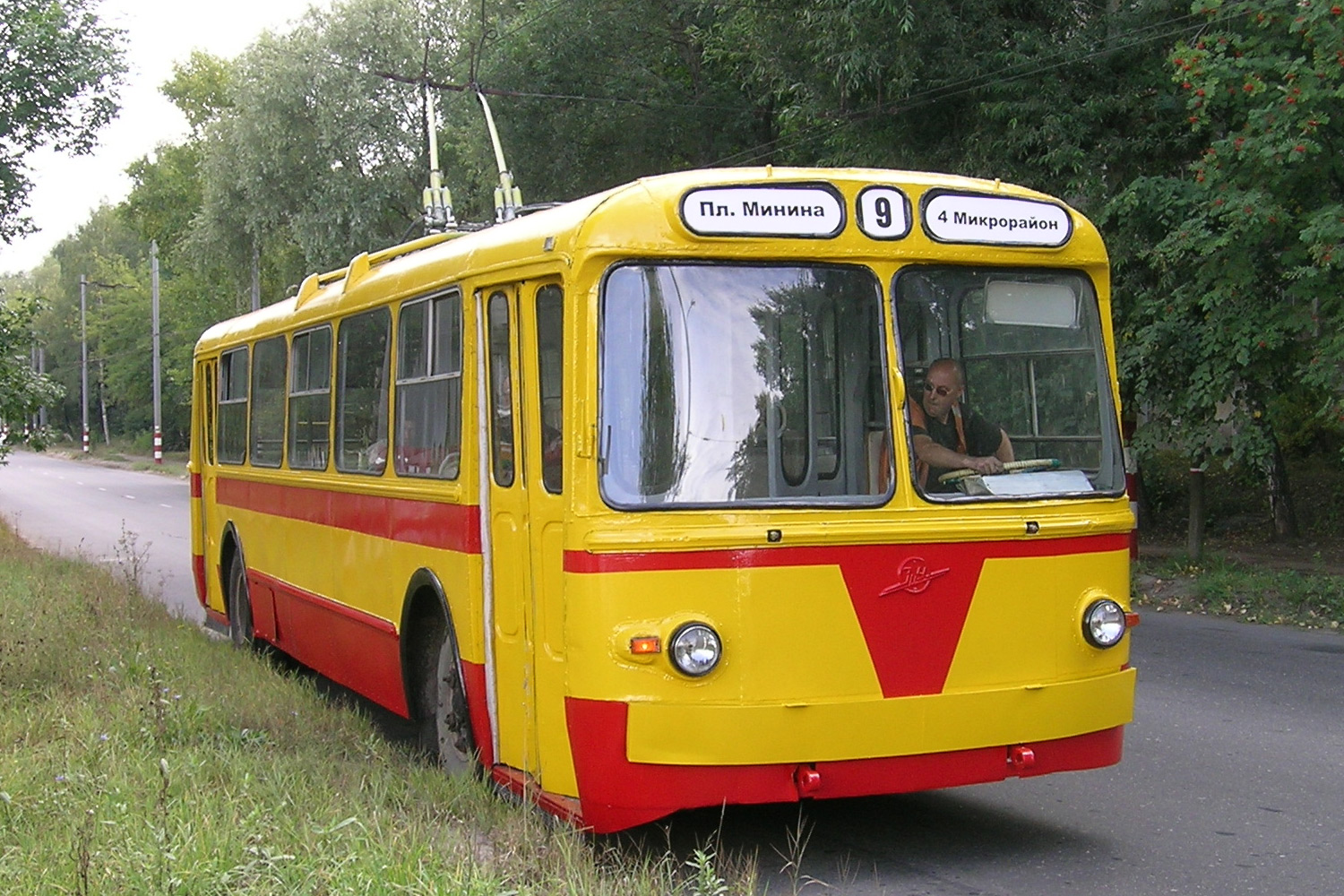
Тролейбус ЗіУ-5 в музеї Нижнього Новгорода

ЗіУ-5 — радянський тролейбус з високою підлогою, великої місткості для внутрішньоміських перевезень. Серійно вироблявся з 1959 по 1972 роки на заводі імені Урицького в м. Енгельс Саратовської області (на даний час АТ «Тролза»). Назва машини є абревіатурою повної назви заводу, яка також була і торговельною маркою до перейменування. Повна кількість випущених машин ЗіУ-5 більше 16 000 машин. Це дозволило ЗіУ-5 зайняти домінуюче положення серед тролейбусів, що працювали тоді в СРСР. Останні ЗіУ-5 були зняті з роботи з пасажирами в середині 1980-х років. Одними із останніх міст, де працювали ЗіУ-5, були Санкт-Петербург (до 1994 року) та Одеса  — місцеві вагоноремонтні заводи могли підтримувати в формі тролейбуси цієї марки довше, аніж в інших містах. Невелика кількість ЗіУ-5 нині є музейними експонатами.

## Історія створення
Перше десятиліття після другої світової війни відзначалося активним створення і розвитком тролейбусних систем в Радянському Союзі. Вони розглядались як основне вирішення транспортних проблем. Основою парку тоді був МТБ-82, надійний, довговічний та простий по конструкції тролейбус. Але він відносився до середнього класу і не був ані комфортним для пасажирів, ані зручним для водіїв та кондукторів. Головними недоліками МТБ-82 вважались важка рамна конструкція корпусу, непропорційно велика водійська кабіна, вузькі двері, поганий огляд із пасажирського салону тощо.

## Виробництво
Серійний випуск ЗіУ-5 розпочався у 1959 році після успішних випробувань. Велика партія (до 200 штук) була відправлена в московське тролейбусне депо № 2 для випробовувань в реальних умовах експлуатації. За результатами цих випробувань московський завод «Електротехнічна компанія "Динамо"», виправив найбільші недоліки. 
З 1961 року ЗіУ-5 повністю замінив на лініях виробництва попередню версію МТБ-82. В процесі виготовлення в конструкцію ЗіУ-5 неодноразово були внесені зміни, проте основні елементи конструкції залишалися незмінними протягом всього часу випуску. Всього було виготовлено більш ніж 20 000 тролейбусів ЗіУ-5.

## Робота
ЗіУ-5 поставлявся у більшість тролейбусних господарств СРСР. Єдиними виключеннями були тролейбусні господарства деяких південних і західних республік в складі СРСР, які отримали чехословацькі тролейбуси Škoda 8Tr та Škoda 9Tr. Тролейбуси ЗіУ-5 продавались також і на експорт в Будапешт і Боготу.